# Meridiano 60 W
O meridiano 60 W é um meridiano que, partindo do Polo Norte, atravessa o Oceano Ártico, Gronelândia, América do Norte, Oceano Atlântico, América do Sul, Antártida e chega ao Polo Sul. Forma um círculo máximo com o Meridiano 120 E.
Começando no Polo Norte, o meridiano 60 Oeste tem os seguintes cruzamentos:
| País, território ou mar | Notas |
| ----------------------- | --- |
| Oceano Ártico           | |
| Mar de Lincoln          | |
| Gronelândia             | |
| Baía de Baffin          | |
| Estreito de Davis       | |
| Oceano Atlântico        | Mar do Labrador |
| Canadá                  | Labrador (continental), Terra Nova e Labrador Quebec                                                                                                |
| Golfo de São Lourenço   | Passa a leste da Ilha Saint Paul, Nova Escócia, Canadá                                                                                              |
| Estreito de Cabot       | |
| Canadá                  | Ilha Cape Breton, Nova Escócia |
| Oceano Atlântico        | |
| Canadá                  | Ilha Sable, Nova Escócia |
| Oceano Atlântico        | |
| Venezuela               | |
| Guiana                  | Território reclamado pela Venezuela |
| Brasil                  | Roraima - cerca de 18 km |
| Guiana                  | Território reclamado pela Venezuela |
| Brasil                  | Roraima Amazonas Mato Grosso Rondônia Mato Grosso Rondônia Mato Grosso                                                                              |
| Bolívia                 | |
| Paraguai                | |
| Argentina               | |
| Oceano Atlântico        | |
| Ilhas Malvinas          | Ilha Keppel e Falkland Ocidental - reclamadas pela Argentina                                                                                        |
| Oceano Atlântico        | |
| Oceano Antártico        | |
| Ilhas Shetland do Sul   | Ilha Greenwich e Ilha Livingston - reclamadas por Argentina, Chile e Reino Unido                                                                    |
| Oceano Antártico        | |
| Antártida               | Península Antártica - reclamada por Argentina, Chile e Reino Unido                                                                                  |
| Oceano Antártico        | Mar de Weddell |
| Antártida               | Território reclamado por Argentina, Chile e Reino Unido                                                                                             |
| Oceano Antártico        | Mar de Weddell |
| Antártida               | Território reclamado por Argentina, Chile e Reino Unido                                                                                             |
| Oceano Antártico        | Mar de Weddell |
| Antártida               | Território reivindicado pela Argentina (Antártida Argentina), Chile (Província da Antártida Chilena) e Reino Unido (Território Antártico Britânico) |